# Bombus robustus
Espèce
Statut de conservation UICN

 DD  : Données insuffisantes
Bombus robustus est une espèce de bourdons que l'on trouve au Venezuela, en Colombie, en Équateur, au Pérou et en Bolivie.